# Unka boreena
Unka boreena är en insektsart som beskrevs av Otte, D. och R.D. Alexander 1983. Unka boreena ingår i släktet Unka och familjen syrsor. Inga underarter finns listade i Catalogue of Life.